# بول كوتس
بول كوتس (بالإنجليزية: Paul Coutts) (22 يوليو 1988 بأبردين في المملكة المتحدة - ) هو لاعب كرة قدم بريطاني في مركز الوسط. شارك مع منتخب اسكتلندا تحت 21 سنة لكرة القدم. أما مع النوادي، فقد لعب مع بريستون نورث إيند وديربي كاونتي وشيفيلد يونايتد ونادي بيتربورو يونايتد وCove Rangers F.C. ‏.

## وصلات خارجية
- بول كوتس على موقع الاتحاد الأوربي (الإنجليزية)
- بول كوتس على موقع قاعدة بيانات كرة القدم.إي يو (الإنجليزية)
- بول كوتس على موقع Soccerbase.com (لاعب) (الإنجليزية)
- بول كوتس على موقع Soccerway.com (الإنجليزية)
- بول كوتس على موقع عالم كرة القدم.نت (الإنجليزية)